# Флоренс (Південна Кароліна)
Флоренс (англ. Florence) — місто (англ. city) в США, в окрузі Флоренс штату Південна Кароліна. Населення — 39 899 осіб (2020).

## Географія
Флоренс розташований за координатами 34°10′39″ пн. ш. 79°46′57″ зх. д. / 34.17750° пн. ш. 79.78250° зх. д. (34.177560, -79.782594).  За даними Бюро перепису населення США в 2010 році місто мало площу 54,22 км², з яких 54,10 км² — суходіл та 0,12 км² — водойми.

### Клімат
| Клімат : Флоренс             | Клімат : Флоренс | Клімат : Флоренс | Клімат : Флоренс | Клімат : Флоренс | Клімат : Флоренс | Клімат : Флоренс | Клімат : Флоренс | Клімат : Флоренс | Клімат : Флоренс | Клімат : Флоренс | Клімат : Флоренс | Клімат : Флоренс | Клімат : Флоренс |
| Показник                     | Січ.             | Лют.             | Бер.             | Квіт.            | Трав.            | Черв.            | Лип.             | Серп.            | Вер.             | Жовт.            | Лист.            | Груд.            | Рік              |
| Абсолютний максимум, °C      | 29,4             | 30,0             | 35,6             | 36,1             | 38,9             | 42,2             | 42,2             | 41,1             | 40,0             | 38,9             | 31,7             | 30,0             | 42,2             |
| Середній максимум, °C        | 13,3             | 15,0             | 20,0             | 24,4             | 28,3             | 31,1             | 32,8             | 32,2             | 28,9             | 24,4             | 19,4             | 14,4             | 23,7             |
| Середній мінімум, °C         | 1,7              | 2,8              | 6,7              | 10,6             | 15,6             | 19,4             | 21,7             | 21,1             | 17,8             | 11,7             | 6,7              | 2,8              | 11,6             |
| Абсолютний мінімум, °C       | −17,8            | −15,6            | −11,7            | −3,3             | 2,2              | 3,9              | 10,0             | 10,0             | 3,9              | −3,3             | −9,4             | −15,6            | −17,8            |
| Норма опадів, мм             | 83               | 68               | 84               | 69               | 80               | 107              | 126              | 123              | 85               | 73               | 63               | 75               | 1036             |
| ---------------------------- | ---------------- | ---------------- | ---------------- | ---------------- | ---------------- | ---------------- | ---------------- | ---------------- | ---------------- | ---------------- | ---------------- | ---------------- | ---------------- |
| Джерело: The Weather Channel |                  |                  |                  |                  |                  |                  |                  |                  |                  |                  |                  |                  |                  |

## Демографія
Згідно з переписом 2010 року, у місті мешкало 37 056 осіб у 14 979 домогосподарствах у складі 9718 родин. Густота населення становила 683 особи/км².  Було 16665 помешкань (307/км²).
Расовий склад населення:
| - 50,0 % — білих - 46,0 % — чорних або афроамериканців - 1,8 % — азіатів - 0,3 % — корінних американців |

До двох чи більше рас належало 1,3 %. Частка іспаномовних становила 1,5 % від усіх жителів.
За віковим діапазоном населення розподілялося таким чином: 24,5 % — особи молодші 18 років, 61,6 % — особи у віці 18—64 років, 13,9 % — особи у віці 65 років та старші. Медіана віку мешканця становила 37,4 року. На 100 осіб жіночої статі у місті припадало 83,5 чоловіків;  на 100 жінок у віці від 18 років та старших — 78,6 чоловіків також старших 18 років.
Середній дохід на одне домашнє господарство  становив 65 377 доларів США (медіана — 42 853), а середній дохід на одну сім'ю — 79 208 доларів (медіана — 54 997). Медіана доходів становила 45 073 долари для чоловіків та 34 248 доларів для жінок. За межею бідності перебувало 18,4 % осіб, у тому числі 23,4 % дітей у віці до 18 років та 13,8 % осіб у віці 65 років та старших.
Цивільне працевлаштоване населення становило 16 936 осіб. Основні галузі зайнятості: освіта, охорона здоров'я та соціальна допомога — 30,3 %, роздрібна торгівля — 12,0 %, мистецтво, розваги та відпочинок — 10,5 %.